# 단수이강

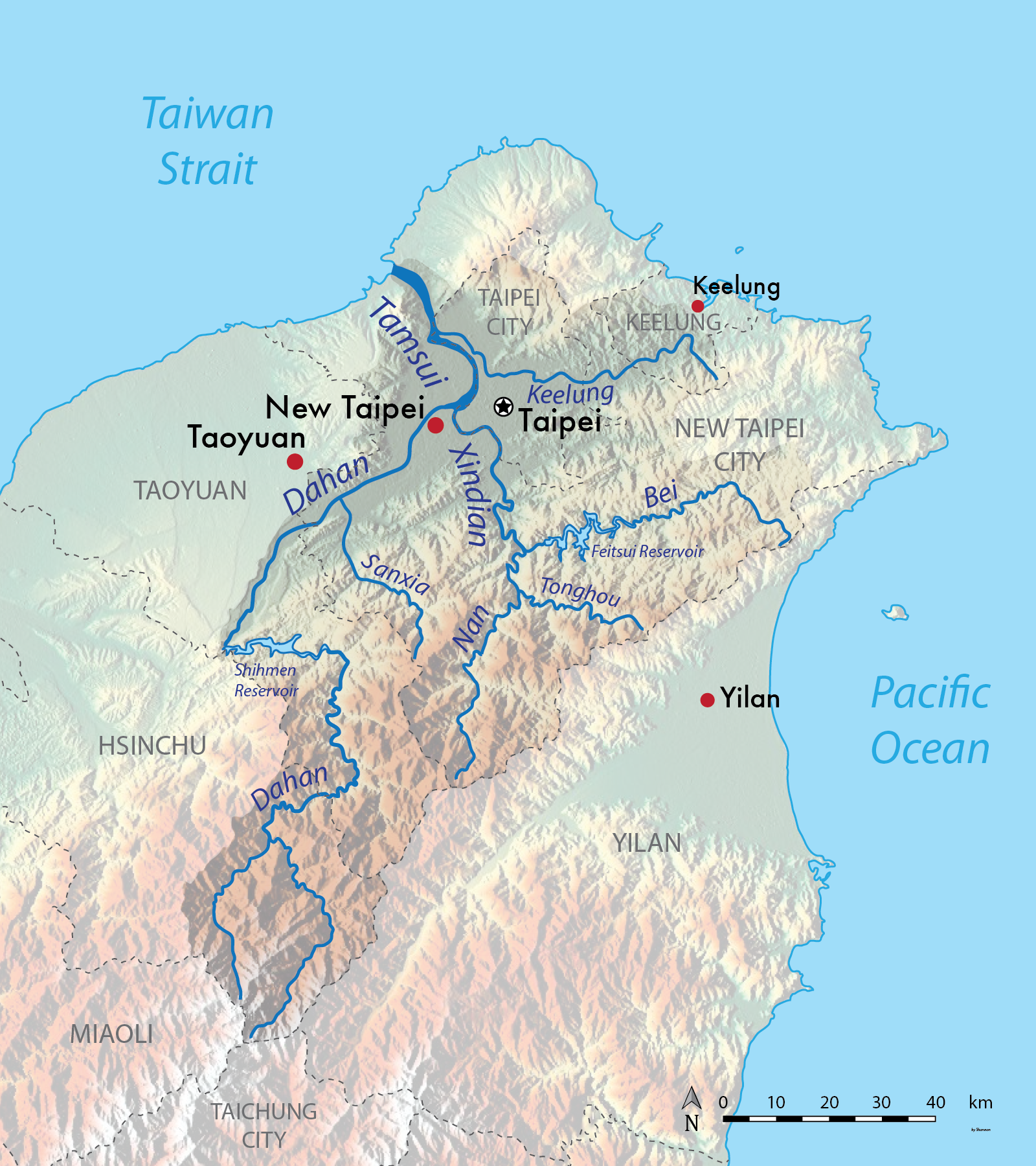
단수이강 수계의 지도

단수이강(중국어: 淡水河, 병음: Dànshǔi Hé 단수이허[*])은 중화민국의 북쪽을 흐르는 강이다. 신주현의 핀톈산에서 발원하여 타이베이현과 타오위안현, 타이베이시, 신주현을 흘러 타이완 해협으로 빠져나간다. 총 길이는 159 km이고 유역 면적은 2,726 km2로 대만에서 3번째로 넓다.